# 莱塞帕尔日
莱塞帕尔日（法語：Les Éparges，法語發音：[le.z‿epaʁʒ]）是法国默兹省的一个市镇，属于凡尔登区。

## 地理
莱塞帕尔日（49°3'54"N, 5°35'38"E）面积9.52 平方千米，位于法国大東部大區默兹省，该省份为法国西北部内陆省份，北与比利时接壤，西接马恩省和阿登省，南至上马恩省和孚日省，东临默尔特-摩泽尔省。
与莱塞帕尔日接壤的市镇（或旧市镇、城区）包括：邦泽、孔布尔苏莱科特、穆伊、圣雷米拉卡洛讷、特雷索沃。

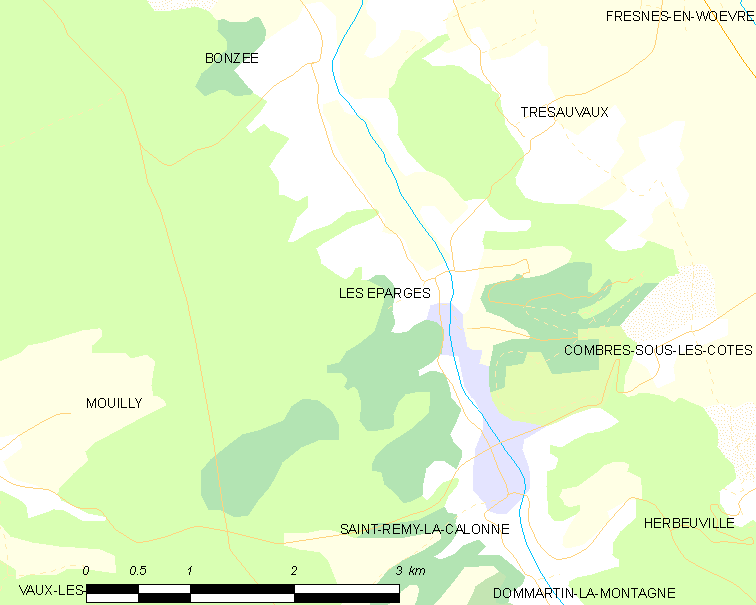
莱塞帕尔日的OSM定位图

莱塞帕尔日的时区为UTC+01:00、UTC+02:00（夏令时）。

## 行政
莱塞帕尔日的邮政编码为55160，INSEE市镇编码为55172。

## 政治
莱塞帕尔日所属的省级选区为埃坦县。

## 人口

1962-2008年间莱塞帕尔日人口变化图示

莱塞帕尔日于2022年1月1日时的人口数量为61人。